# Worms : L'Odyssée spatiale
Worms : L'Odyssée spatiale (Worms: A Space Oddity) est un jeu vidéo d'artillerie développé par Team17 sorti en 2008 sur Wii. Il s'agit d'un épisode de Worms en 2D traditionnelle.